# Turtledov Cay
Turtledove Cay (također poznat kao Turtledov Key, Dove Key i Turtle Dove Cay) je stjenoviti otočić, smješten 100 metara sjeverno od otoka Saba na Američkim Djevičanskim otocima. Visina mu je 15 metara, a otočić je prekriven visokom travom. S otokom Saba spojen je grebenom, koji je izvan vode u vrijeme vrlo velike oseke. Turtledove Cay (i obližnji Flat Cay, Little Flat Cay i otok Saba) tvore prirodni rezervat. Turtledove Cay je dom velikom broju autohtone faune ptica, uključujući velike kolonije morskih ptica.